# Duboisius wickenburgiensis
Duboisius wickenburgiensis is een keversoort uit de familie snoerhalskevers (Anthicidae). De wetenschappelijke naam van de soort is voor het eerst geldig gepubliceerd in 1961 door Abdullah.